# Joji Raqamate

a Compétitions nationales et continentales officielles uniquement.

b Matchs officiels uniquement.
Dernière mise à jour le 18 août 2015.
Joji Raqamate, né le 15 février 1989 aux Fidji, est un joueur fidjien de rugby à XV de rugby à sept qui évolue respectivement aux postes d'ailier et de demi de mêlée. Il compte plusieurs sélections avec les Fidji en tant qu'international à sept.

## Biographie
Joji Raqamate se révèle en 2011 lors de ses sélections en équipe des Fidji de rugby à sept dans le cadre des différentes étapes de la série mondiale. Il inscrit entre autres à son palmarès le tournoi d'Australie 2012, durant laquelle il inscrit trois essais en finale. Il fait partie à l'issue de la saison 2012-2013 de l'équipe-type sélectionnée par les instances de l'IRB. Il évolue dans le même temps avec l'équipe de la province de Namosi dans le cadre de la Digicel Cup.
Il se tourne pour la saison suivante vers le rugby à XV professionnel, et signe en Europe avec le club français de l'US Dax, pour une durée d'une saison plus une optionnelle. Retardé par des problèmes administratifs, il joue son premier match lors de la 4e journée de Pro D2 en tant que titulaire, durant laquelle il inscrit le premier essai de sa carrière professionnelle dans le rugby à XV au bout de cinq minutes de jeu.
À l'intersaison 2014, Raqamate déclare avoir pour projet de retrouver une place en équipe nationale à sept, dans l'espoir de participer aux Jeux olympiques de 2016. Il quitte peu après l'Europe, à l'issue de la saison 2014-2015, pour retourner aux Fidji et dispute la Skipper Cup avec la province de Namosi, avec laquelle il s'incline en finale au terme de l'édition 2015. Il reprend en parallèle la pratique du rugby à sept avec les Wardens Gold.

## Palmarès
- Série mondiale de rugby à sept :
  - Tournoi de Hong Kong de rugby à sept :
    - Vainqueur : 2012.

  - Tournoi de Londres de rugby à sept :
    - Vainqueur : 2012.

  - Tournoi d'Australie de rugby à sept :
    - Vainqueur : 2012.